# Plinthina
Plinthina (лат.) — эндемичный для Австралии род слепней из подсемейства Pangoniinae (Tabanidae).

## Внешнее строение
Средней величины мухи (9—14 мм). Глаза покрыты волосками. Два первых членика усиков небольшие. Жгутик усика состоит из восьми сегментов, без выступов. Щупики короткие толстые и широкие приплюснутые и закруглённые на вершине. Хоботок менее чем полтора раза длиннее головы. Среднеспинка с продольными полосками, заходящими за поперечный шов. Брюшко округлое или овальное, иногда с перевязями и характерным рисунком. Крылья имеют часто мраморную окраску в центре ячеек, изредка крылья блёклые, прозрачные. Птеростигма крупная. На брюшке имеются отчётливые пятна.

## Биология
Представители рода хорошо приспособлены к условиям аридного климата. Самки видов Plinthina clelandi, Plinthina divisa, Plinthina vertebrata и Plinthina binotata питаются кровью животных. Некоторые виды (Plinthina binotata) нападают на челокека. Места обитания личинок не известны.

## Систематика
Род Plinthina включает 12 видов. Рассматривался первоначально как подрод рода Scaptia, но в 2014 году австралийский диптеролог Брайан Лессард на основании морфологических и молекулярно-генетических данных выделил эту группу в отдельный род. Близок к роду Myioscaptia.
- Plinthina arnhemensis (Lessard, 2011)
- Plinthina aurifulga (Lessard, 2011)
- Plinthina beyonceae (Lessard, 2011)
- Plinthina binotata (Latreille, 1812)typus[1]
- Plinthina clelandi (Ferguson, 1921)
- Plinthina cinerea (Ricardo, 1915)
- Plinthina divisa (Walker, 1850)
- Plinthina nelsonae (Lessard, 2011)
- Plinthina nigerrima Mackerras, 1960
- Plinthina nigripuncta (Lessard, 2011)
- Plinthina subcinerea (Mackerras, 1960)
- Plinthina vertebrata (Bigot, 1892)

## Распространение
Эндемичный австралийский род. Распространён на восточном побережье от Нового Южного Уэльса до севера Квинсленда, на юго-востоке и северном побережье Западной Австралии, а также северо-восточном побережье Северной территории.